# Olivier Rey (journaliste)
Pour les articles homonymes, voir Olivier Rey et Rey.
Olivier Rey, né le 21 avril 1955 à Paris et mort le 19 mars 2012 à Levallois-Perret, est un journaliste français. Journaliste sportif spécialisé dans le football, ancien chroniqueur à l'émission Stade 2, il est également dirigeant de presse, ayant repris le magazine But! et le quotidien France-Soir.

## Biographie

### Débuts
Olivier Rey commence sa carrière à 16 ans à l'hebdomadaire de football But !. Il entre à France-Soir, comme journaliste sportif de 1977 à 1979, année où il rejoint Robert Chapatte et Thierry Roland dans l'émission Stade 2.

### En presse écrite
En 1989, Olivier Rey rachète le magazine de football But ! 300,000 €, qu'il aurait revendu 1,8 million d'euros en 2003[réf. nécessaire] au groupe Sporever, dirigé par Patrick Chêne.
En 1996, il crée le mensuel Rugby Star, qui se veut le premier magazine mensuel parlant de rugby à XV. En 2002, devant la notoriété croissante du ballon ovale, il fonde l'hebdomadaire France Rugby. Ce dernier disparaîtra en même temps que le mensuel Rugby Star en 2007.
En 2003, il vend le magazine But! au groupe Sporever pour 2 millions d'euros.
En avril 2006, il est désigné par le tribunal de commerce de Lille comme repreneur du quotidien France-Soir, en difficulté, face à deux autres projets de reprise du titre. Associé au promoteur immobilier Jean-Pierre Brunois, son plan d'action prévoit la suppression de la moitié des postes, ce qui provoque une grève des journalistes du journal. Le 28 avril, son associé annonce sa mise en retrait. Cette mise en retrait s'explique par sa personnalité, incompatible avec les équipes éditoriales du journal.
Il est redevenu directeur de la rédaction du journal But ! après la vente de celui-ci, par le groupe Sporever, à l'imprimerie Roto 93, le 13 novembre 2007.

### À la télévision
Le 20 mai 1993, son équipe de tournage interroge Jacques Glassmann qui lui révèle ce qui deviendra l'affaire OM-VA. Alors que la chaîne veut diffuser ce reportage, Olivier Rey reste introuvable et il faudra réenregistrer les propos du joueur. Olivier Rey était alors très proche de Bernard Tapie, le dirigeant marseillais. Selon Alain Vernon, grand reporter au service des sports de France 2, cette affaire serait à l'origine du départ de M. Rey de France 2.

### À la radio
Il intervient également dans l'émission radio d'Eugène Saccomano de débat sur le foot On refait le match (anciennement Le Match du lundi). Olivier Rey s'est par ailleurs illustré en 1996 dans la naissance du quotidien du 7e jour Votre Dimanche, associé à l'imprimeur Gilbert Caron.

### Sur Internet
En mai 2010, Olivier Rey rejoint le site Info2tv où il tient une chronique : "Tout fou, tout foot".

### Autres fonctions
En mars 2008, il est présent à la 23e place sur la liste de Patrick Balkany, il est élu conseiller municipal de Levallois-Perret. Il est délégué aux sports. Toujours en 2008, il est condamné par le tribunal de Nanterre à six mois de prison avec sursis, notamment pour violences et menaces à caractère antisémite : face à un locataire refusant de payer son loyer, Olivier Rey lui aurait adressé plusieurs saluts nazi, aurait dessiné une croix gammée nazie sur sa porte, et aurait bourré sa serrure avec de la glu.
En avril 2009, Olivier Rey succède à Jean-Jacques Doitteau, démissionnaire, à la tête du Levallois Sporting Club Football.

### Mort
Olivier Rey meurt le 19 mars 2012 à l'âge de 56 ans, des suites d'une longue maladie. Il est inhumé au cimetière de Levallois-Perret.